# Cresancey
Cresancey település Franciaországban, Haute-Saône megyében. Lakosainak száma 183 fő (2022. január 1.). Cresancey Battrans, Champtonnay, Gray, Noiron, Onay és Velesmes-Échevanne községekkel határos.

## Népesség
A település népességének változása:
| Lakosok száma | 196  | 187  | 191  | 181  | 186  | 187  | 186  | 184  | 183  |
|               | 2013 | 2015 | 2016 | 2017 | 2018 | 2019 | 2020 | 2021 | 2022 |